# Garancières
Garancières là một xã của Pháp, nằm ở tỉnh Yvelines trong vùng Île-de-France.
Người dân ở đây trong tiếng Pháp gọi là Garanciérois.

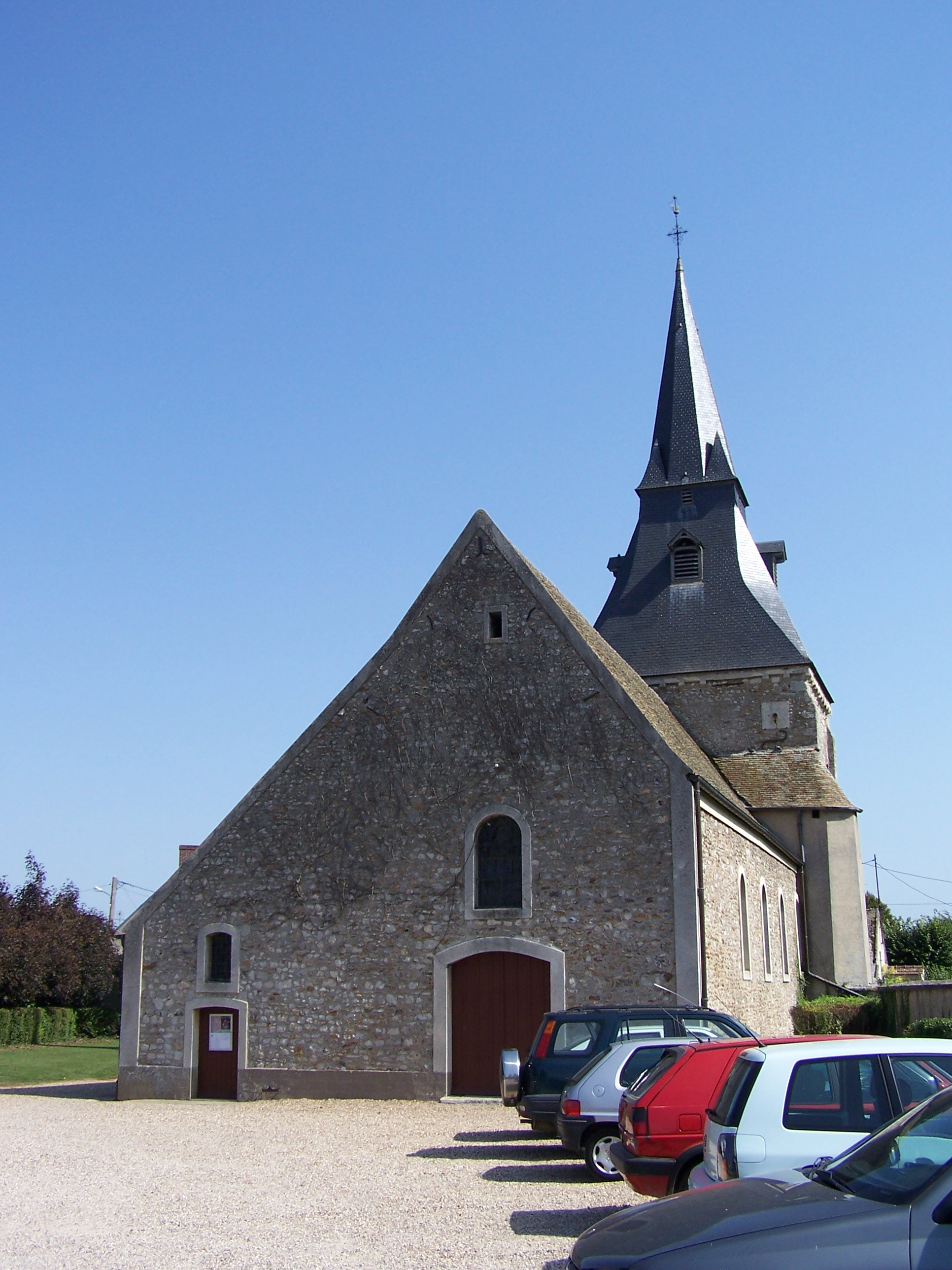
Nhà thờ Saint-Pierre

Garancières nằm ở đồng bằng Montfort-l'Amaury, 32 km về phía tây của Versailles và cách Rambouillet 26 km.
Các xã giáp ranh gồm: Villiers-le-Mahieu về phía đông bắc, Autouillet về phía đông-đông-bắc, Boissy-sans-Avoir về phía đông, La Queue-lez-Yvelines về phía nam, Millemont về phía tây nam, Orgerus về phía tây và Flexanville về phía tây bắc.